# Ла Бадија (Фрозиноне)
Ла Бадија је насеље у Италији у округу Фрозиноне, региону Лацио.
Према процени из 2011. у насељу је живело 433 становника. Насеље се налази на надморској висини од 154 м.